# Wapen van Hengelo (Gelderland)

Wapen van Hengelo

Het Wapen van Hengelo toont het wapen van de voormalige gemeente Hengelo in Gelderland. Op 23 september 1818 werd het wapen bij besluit van de Hoge Raad van Adel aan de gemeente verleend. De omschrijving luidt:
"Van blaauw, waarop een wit geschaduwd beeld."

## Achtergrond
De oorsprong van het wapen is onbekend. De beschrijving is summier. Onduidelijk is wat voor beeldje op het wapen staat. Een mogelijkheid is dat het Eros of Cupido moet voorstellen waarbij de vleugels werden vervangen door een Hoorn des overvloeds. Er bestaat wel een rijmpje over het wapen:
"Wie naar het gemeentehuis moet gaan, ziet daar omhoog een ventje staan. Een naakte knaap van wit gesteente, de koning zelf schonk het aan deez' gemeente. Het draagt een hoorn van overvloed, aan vruchtbaarheid dit denken doet. Maar evenzeer ook aan de liefde, een "naaktheid", die nooit iemand griefde. Dit wapen werd hierdoor alzo, symbool van Gelders Hengelo."
Op 1 januari 2005 werd de gemeente opgeheven en toegevoegd aan de gemeente Bronckhorst. Er werden geen elementen van het wapen overgenomen in het wapen van Bronckhorst.